# یاندیان، شهرستان شن
یاندیان، شهرستان شن (به لاتین: Yandian) یک شهرک در جمهوری خلق چین است که در شین کانتی واقع شده‌است. یاندیان ۴۳ متر بالاتر از سطح دریا واقع شده‌است.